# Bastian Oczipka
Bastian Oczipka (Bergisch Gladbach, Renania del Norte-Westfalia, Alemania, 12 de enero de 1989) es un exfutbolista alemán que jugaba como defensa.

## Clubes
| Club                         | País     | Año       |
| ---------------------------- | -------- | --------- |
| Bayer 04 Leverkusen II       | Alemania | 2008-2011 |
| F. C. Hansa Rostock (cedido) | Alemania | 2008-2009 |
| F. C. St. Pauli (cedido)     | Alemania | 2010-2011 |
| Bayer 04 Leverkusen          | Alemania | 2011-2012 |
| Eintracht Fráncfort          | Alemania | 2012-2017 |
| F. C. Schalke 04             | Alemania | 2017-2021 |
| F. C. Union Berlin           | Alemania | 2021-2022 |
| Arminia Bielefeld            | Alemania | 2022-2023 |

## Palmarés

### Títulos internacionales
| Título         | Club (*)        | País            | Año  |
| -------------- | --------------- | --------------- | ---- |
| Europeo sub-19 | Alemania sub-19 | República Checa | 2008 |

(*) Incluyendo la selección.